# گیلمور سیتی (آیووا)
گیلمور سیتی (به انگلیسی: Gilmore City) شهری در ایالت آیووا کشور ایالات متحده آمریکا است که جمعیت آن در سرشماری سال ۲۰۱۰ میلادی، ۵۰۴ نفر بوده‌است.